# Deinopis bucculenta
Deinopis bucculenta là một loài nhện trong họ Deinopidae.
Loài này thuộc chi Deinopis. Deinopis bucculenta được miêu tả năm 1953 bởi Schenkel.